# 柬埔寨—越南邊界

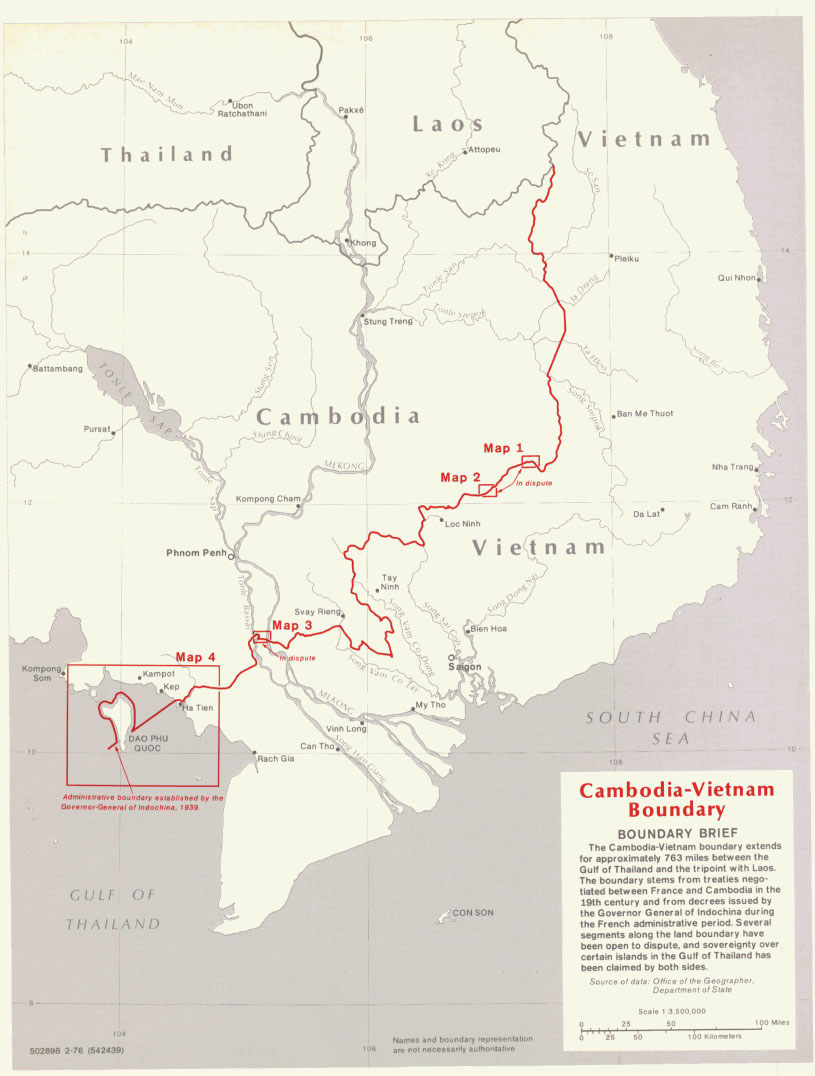
柬埔寨—越南边界地图

柬埔寨—越南边界，简称柬越边界，是柬埔寨与越南之间的边界。其北起于柬、老、越三国交界处，南至泰国湾，长1158公里（720英里）。

## 简介
柬越边界北部起于与老挝的交界处，经陆路向南延伸，其间偶尔以河流为界（如塞桑河中游的一部分）。接着边界转向西南方，然后在地图上形成一处突起，这部分突起的领土隶属于柬埔寨，被称作鹦鹉嘴。之后边界穿过的仍主要是陆地，但有时也以讯苦河和西贡河等河流为界。然后边界会穿过湄公河三角洲，继续向西南延伸，最后止于河仙市西边的泰国湾。边界的海上部分呈环状，因此尽管富国岛更靠近柬埔寨海岸，但它属于越南。 

## 历史

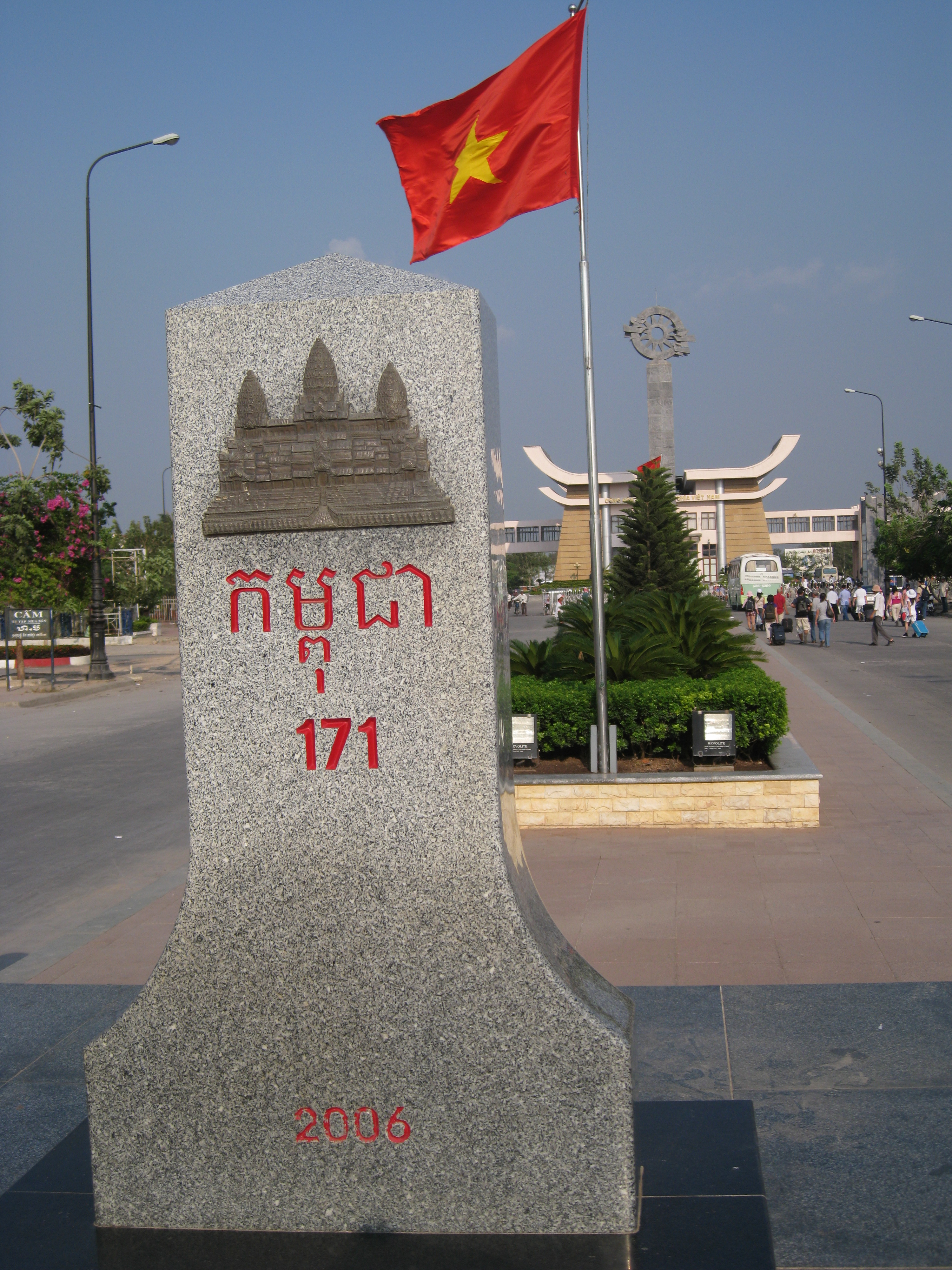
位于越南的界碑

十至十八世纪，越南人不断南迁，领土逐渐向南扩张，最终与高棉帝国接壤。此后越南频繁地入侵柬埔寨领土，两国关系长期紧张。1857年，暹罗-越南保护国在柬埔寨成立。 从 19世纪60年代起，法国开始扩大在该地区的势力，并于1887年建立了法属印度支那，其中也包括老挝。1868年至1869年，法国划分了柬埔寨和交趾支那（越南南部）之间最南端的部分边界，该划分于1870年生效。此边界随后于1873年稍作了修改。1904年，老挝的多乐和上丁被分别转交给了安南保护国和柬埔寨，而柬埔寨-越南边界北至斯雷博克河的其余部分则被划定。此后又在1914年、1932年、1933年、1935年和1936年对边界进行了许多小调整。1939年，法属印度支那总督朱尔·布雷维耶划分了泰国湾的岛屿以满足行政需求（即所谓的“布雷维耶线”），但柬埔寨和越南之间的岛屿划分从未进行，1942年又对巴萨河附近的边界进行了小幅调整。
1954年，柬埔寨和越南均获得独立，但越南分裂为北越和南越，柬埔寨仅与南越接壤。当时柬越边界仍未划定，许多地区、岛屿的归属仍存在争议。 此外，高棉民族主义者声称柬埔寨对越南南部湄公河三角洲大部分地区（即下柬埔寨）拥有主权，因为该地区在历史上就是高棉领土的一部分。 
越南战争期间，越南南方民族解放陣線的补给线越过柬越边境，其中包括胡志明小道的南段。这导致这部分地区经常遭到美军猛烈轰炸。柬埔寨曾试图争取越南在领土问题上的让步，以此作为其容忍越共在边境地区活动的回报，但收效甚微。1975年4月17日，柬埔寨共产党领导的红色高棉攻占金边，开始了其在柬埔寨的统治，并曾在柬埔寨内战结束时考虑攻占部分或全部下柬埔寨。1975年4月30日，西贡易帜后第二天，柬埔寨短暂入侵越南，但被击退。随后两国于1976年至1977年进行了边界谈判。1976年1月5日，柬埔寨更名为民主柬埔寨。1976年7月2日，越南统一。 随着关系恶化，两国边境地区发生了许多冲突，越南最终于1978年入侵柬埔寨，柬越战争爆发。1979年1月7日，越南人民军攻下金边，结束了红色高棉的统治。此后，关于边界问题的讨论于1983年重新进行。1985年，双方承诺，边界将以柬埔寨独立时的边界为准。相关讨论一直持续到20世纪90年代初。 2005年双方签订了一项条约，随后于2012年完成了实地划界。 

## 边境口岸

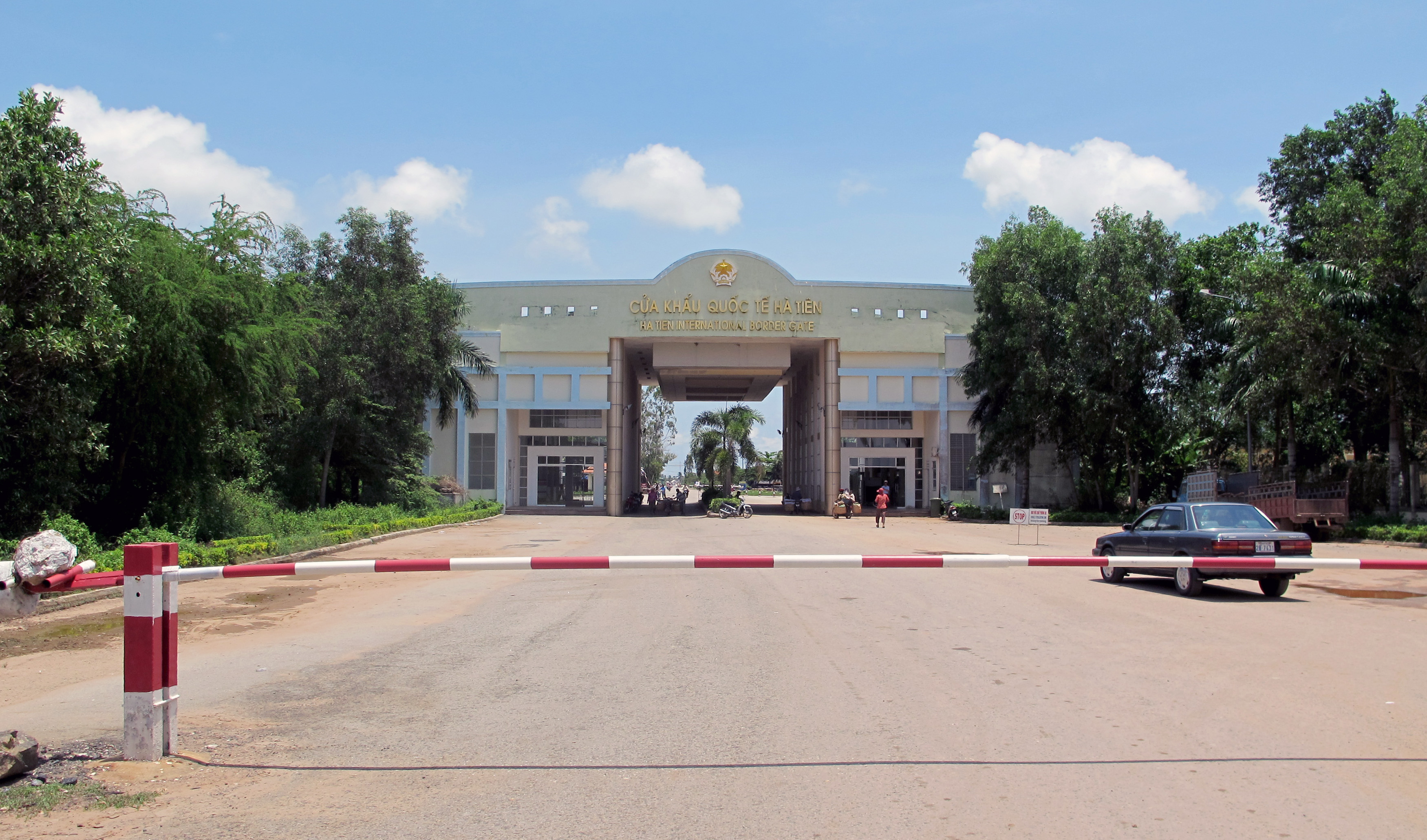
越南河仙边境口岸

以下是柬埔寨—越南边界上的边境口岸： 
- 奥雅达口岸 – 丽清口岸（柬埔寨腊塔纳基里省奥雅达县 – 越南嘉莱省德基县）
- 巴韦口岸 – 木排口岸（柬埔寨柴桢省巴韦市 – 越南西宁省边求县）
- 卡萨诺（Kaam Samnor）口岸 – 永雄口岸（柬埔寨干丹省勒迭县 – 越南安江省新洲市社）
- 普南登口岸 – 静边口岸（柬埔寨茶胶省基里翁县 – 越南安江省静边市社）
- 白查口岸 – 河仙口岸（柬埔寨贡布省磅德拉县 – 越南坚江省河仙市）